# 林健兒
林健兒，（1941年—2025年8月10日），臺灣國寶級燈藝師、工藝藝術師、藝術家。燈藝師林佳葦是林健兒的女兒。

## 生平
林健兒在當臺北市立成功高級中學美術工藝老師的期間，那年林健兒四十三歲，時任的校長叫邀請他參加花燈比賽，從此開啓他的花燈生涯。。

## 展覽
- 新北市旺來福來祈福燈會[4]。
- 台灣燈會副燈 : 2001台灣燈會副燈-麒麟、鰲，2002台灣燈會副燈-龍飛鳳舞、簫韶九成，2003台灣燈會副燈-「河清海晏，國泰民安」、「卿雲爛縵，旭日東昇」，2007台灣燈會副燈-金玉滿堂、瑞獅戲球，2008台灣燈會副燈-九鯉化龍、百鳥朝鳳，2009台灣燈會副燈-駿馬騰飛、蘭陽飛躍，2010台灣燈會副燈-瑞鳳翔飛、鰲躍江海，2011台灣燈會副燈-桐花鳳凰、祥龍獻瑞（飛龍在天），2012台灣燈會副燈-天上聖母，2013台灣燈會副燈-金鳳翔飛，2014台灣燈會副燈-珍禽爭艷，2015台灣燈會副燈-魚躍成龍，皆為其作品。
- 2021年，林健兒與蕭在淦、藍永旗、吳敦厚、林玉珠 (燈藝師)、張秀琴、顏三泰、莊雅婷 (燈藝師)、王耀瑞等燈藝師在竹美館舉辦燈藝風華花燈展覽[5]